# Steins;Gate
|  | Aquest article tracta sobre el videojoc del mateix nom. Si cerqueu l'anime, vegeu «Steins;Gate (anime)». |

Steins;Gate és una novel·la visual japonesa desenvolupada per 5pb. i Nitroplus, que va sortir a la venda el 15 d'octubre de 2009 per Xbox 360. És la segona col·laboració entre les dues companyies, després de Chaos;Head. Una versió per Windows es va publicar el dia 26 d'agost de 2010 i la versió per PlayStation Portable es va publicar el 23 de juny de 2011. L'equip de desenvolupament descriu el joc com una "ADV de ciència hipoteca". El joc segueix una trama no lineal que es ramifica mitjançant un sistema de decisions amb múltiples finals.
La història gira al voltant de Rintaro Okabe que, acompanyat dels seus amics Mayuri Shiina i Itaru Hashida, descobreix que ha creat per accident una màquina capaç d'enviar missatges al passat. Mentre investiguen aquest descobriment, es troben amb la jove i prodigiosa Kurisu Makise, i junts descobreixen la veritat darrere d'una conspiració mundial duta a terme per una organització secreta.
Una adaptació a manga il·lustrada per Yomi Sarachi es va començar a publicar l'any 2009 al Japó. Una segona sèrie de manga anomenada Steins;Gate:Bōkan no Rebellion, que va ser il·lustrada per Kenji Mizuta i que tenia Suzuha com a protagonista, es va començar a publicar a la revista Comic Blade a finals del mateix any. Una tercera sèrie de manga il·lustrada per Takeshi Mizoguchi i centrada en el passat d'en Yugo Tennoji es va començar a publicar-se l'any 2010.
El 2011 es va adaptar el videojoc a un anime amb el mateix nom, que va ser produït per l'estudi White Fox, i es va estrenar al Japó l'abril d'aquell i va finalitzar el mateix setembre. El 20 d'abril de 2013 es va estrenar una pel·lícula seqüela de l'anime anomenada Steins;Gate: l'àrea de càrrega del déjà-vu.
Un fan disc del videojoc titulat Steins;Gate: Hiyoku Renri no Darling es va publicar el 16 de juny de 2011. El 28 d'octubre de 2011 va sortir a la venda per Windows seqüela no-canònica de la novel·la visual original amb estètica de 8 bits anomenada Steins;Gate: Hen'i Kuukan no Octet. Un altre videojoc, Steins;Gate: Senkei Kousoku no Phenogram, es va publicar el 25 d'abril de 2013 per a PS3 i Xbox 360, i, posteriorment, per a PS Vita, iOS, PS4 i Windows. El 10 de desembre de 2015 va sortir a la venda el videojoc seqüela anomenat Steins;Gate 0 per a PS3, PS4 i PS Vita, i es va adaptar a un anime amb el mateix títol l'any 2018. Un remake del videojoc original va sortir a la venda el 2019 per a PS4, PS Vita, Nintendo Switch i Windows, el qual es va anomenar Steins;Gate Elite. Aquesta versió contenia escenes animades de l'anime a més d'altres escenes originals. La versió de Nintendo Switch del videojoc contenia un videojoc extra nou anomenat 8-bit ADV Steins;Gate amb un estil similar al dels videojocs d'aventura de Famicom.

## Argument

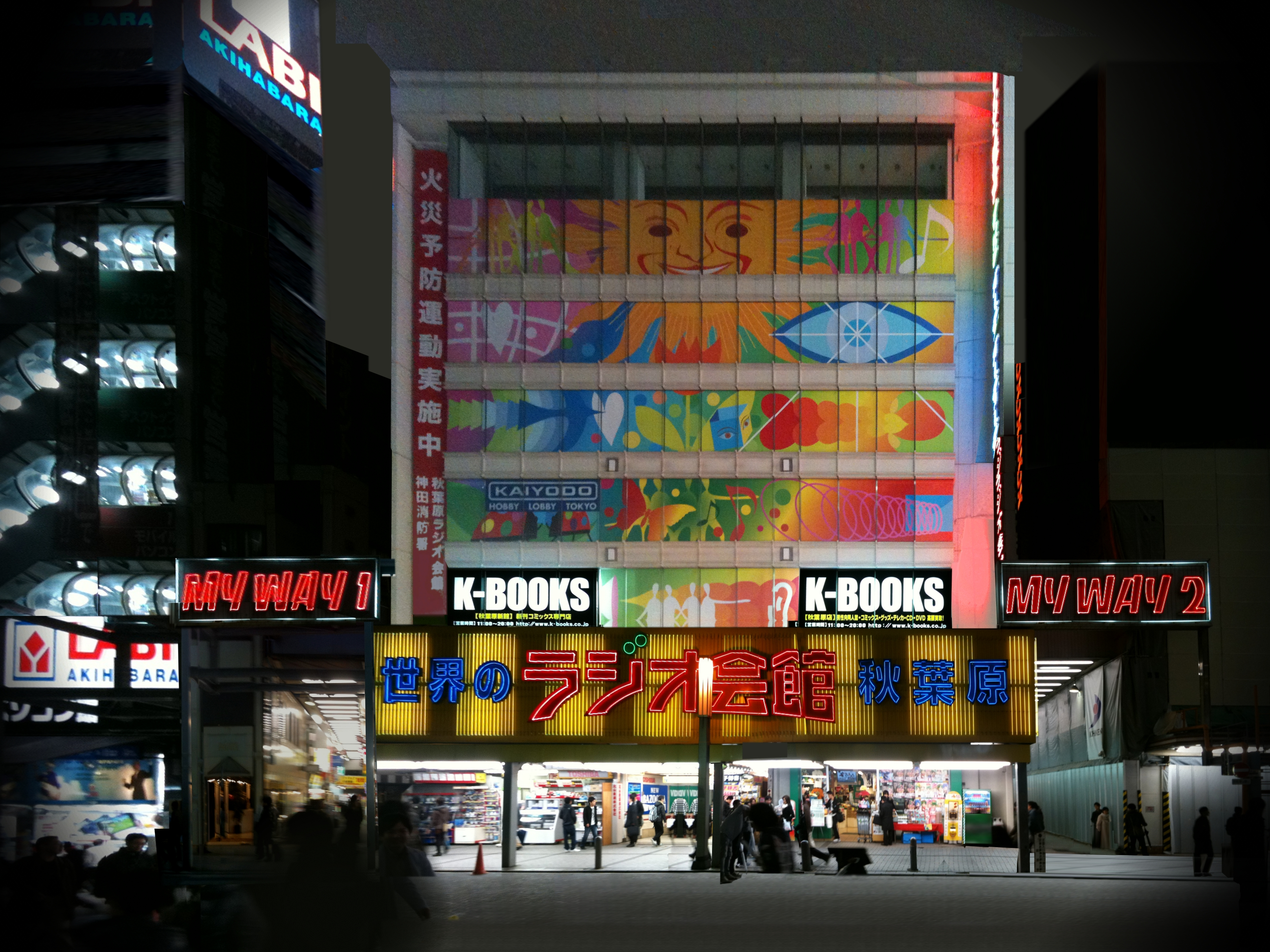
Akihabara Radio Kaikan, edifici que es pot veure en el joc.

### Ambientació i temes
Steins;Gate transcorre en l'estiu de 2010 en Akihabara. Els escenaris del joc es basen en llocs reals de la zona, com l'edifici del Ràdio Kaikan. Segons Chiyomaru Shikura, qui va dirigir-ne la planificació, la zona va ser triada per ser la zona ideal per a entusiastes de la invenció que vulguin adquirir components de maquinari. La noció del temps, el viatge en el temps i la causalitat són temes recurrents al llarg de la història, ja que el protagonista viatja al passat en nombroses ocasions per dur a terme diferents accions en un intent d'alterar el que ha passat en el futur.

### Personatges
Rintaro Okabe (岡部倫太郎, Okabe Rintarō)
Veu: Mamoru Miyano
El protagonista de la història. S'autoproclama científic boig i s'anomena a si mateix amb el pseudònim de Kyoma Hooin (鳳凰院凶真, Hōōin Kyōma), que és com vol que se'l conegui. La Mayuri i en Daru l'anomenen Okarin (オカリン), barreja del seu nom i cognom. És el fundador i membre 001 del que anomena Laboratori dels Artefactes del Futur (未来ガジェット研究所, Mirai Gadget Kenkyuujo), on passa la major part del seu temps. Es comporta de manera delirant i paranoica. Esmenta amb freqüència a «l'organització» que va darrere seu, parla amb si mateix en el seu telèfon i entra en atacs de riure maníacs. La major part del temps adopta una personalitat arrogant. Sol usar una bata de laboratori; té divuit anys i és estudiant de primer any a la Universitat de Tòquio Denki. És l'únic que té la capacitat de no ser afectat pels canvis ocorreguts durant els experiments, així doncs, pot recordar tot el que ha passat.
Kurisu Makise (牧瀬紅莉栖, Makise Kurisu)
Veu: Asami Imai
És la protagonista del joc. Investigadora de neurociència a una universitat estatunidenca, entén i parla anglès. Amb el seu primer treball publicat en la revista acadèmica Sciency (paròdia de la revista nord-americana Science) amb tan sols divuit anys, la Kurisu te molt de talent. Es va saltar un curs en el sistema escolar estatunidenc. No s'avé amb el seu pare i no hi ha parlat des de fa molts anys. L'Okabe la sol cridar pel sobrenom d'"ajudant", a més d'altres com "Cristina", "the Zombie" o "Celeb Sev", amb els quals se'n burla. És considerada un personatge tsundere i és usuària del fòrum @channel (paròdia del fòrum japonès 2channel) amb el pseudònim de Kurigohan Kamehameha, encara que no ho vol admetre. Té divuit anys i és el membre 004 del laboratori.
Mayuri Shiina (椎名まゆり, Shiina Mayuri)
Veu: Kana Hanazawa
Amiga de la infància d'Okabe i una mica cap verd. Li agrada el cosplay i té una feina a temps parcial al maid cafe «MayQueen NyanNyan». S'anomena a ella mateixa Mayushii (まゆしぃ), mescla del seu nom i cognom. La seva manera de parlar com si estigues cantant és molt característica i sempre diu tutturū (トゥットゥルー) (a l'anime en català diu "tattarà") quan arriba a un lloc o es presenta a algú. Anys enrere va perdre a la seva àvia i, per treure-la del seu dolor, l'Okabe la converteix el seu "ostatge", canviant per complet la seva personalitat pel bé de la Mayuri. Té setze anys, va a segon any de batxillerat en un institut privat i és el membre 002 del laboratori.
Itaru Hashida (橋田至, Hashida Itaru)
Veu: Tomokazu Seki
Hacker experimentat que coneix a Okabe des de l'escola secundària. És molt hàbil a la programació d'ordinadors i equips informàtics, tant vells com nous. També és fanàtic de tot el relacionat amb la cultura otaku. Els seus amics l'anomenen Daru (ダル), barreja del nom i cognom. L'Okabe també l'anomena Super Hacka (スーパーハカー, Sūpā Hakā), pronunciant la paraula hacker malament a propòsit (ハッカー, hakkā) (a l'anime en català l'Okabe li diu "Super Sucker"). Li molesta el comportament delirant de l'Okabe. És un gran fan de la Faris i sovint diu coses que podrien considerar-se assetjament sexual. Té dinou anys i, igual que l'Okabe, és un estudiant de primer any a la Universitat de Tòquio Denki. És el membre del laboratori 003.
Moeka Kiryū (桐生萌郁, Kiryū Moeka)
Veu: Saori Gotō
Una noia que coneix l'Okabe un dia pel carrer. Busca un IBN 5100 (paròdia del model de computador IBM 5100). No permet que ningú li agafi el seu telèfon mòbil i s'enfada quan ho intenten. És molt tímida i prefereix parlar per missatges de text encara que l'altra persona estigui davant seu. Okabe l'anomena Shining Finger. Té vint anys i treballa per a una revista. És el membre del laboratori 005.
Luka Urushibara (漆原るか, Urushibara Ruka)
Veu: Iū Kobayashi
Amic d'Okabe amb aspecte molt femení i company de classe de la Mayuri, que insisteix que s'emprvi el seu cosplay. L'Okabe l'anomena Lukako (ルカ子) i el tracta com el seu deixeble. De vegades, la seva aparença el posa en situacions incòmodes. Té setze anys i és el membre del laboratori 006.
Faris NyanNyan (フェイリスニャンニャン, Feirisu Nyannyan)
Veu: Haruko Momoi
Treballa en el maid cafe «MayQueen NyanNyan» i és la cambrera més popular del local. El seu nom real és Rumiho Akiha (秋叶留未穂). Sovint afegeix un meu (ニャン, nyan) al mig i al final de les seves frases. Té disset anys i és el membre del laboratori 007.
Suzuha Amane (阿万音鈴羽, Amane Suzuha)
Veu: Yukari Tamura
La Suzuha treballa a temps parcial en el taller de televisors i té com a objectiu trobar el seu pare perdut a Akihabara. Li agrada anar en bicicleta i sembla que estaà en contra de la Kurisu per alguna raó. Té divuit anys i és el membre del laboratori 008. També és la protagonista del mànga Steins;Gate: Bōkan no Rebellion.
Yugo Tennoji (天王寺裕吾, Yugō Tennōji)
Veu: Masaki Terasoma
Té un taller de televisors i és l'amo del pis d'Okabe. Viu amb la seva filla Nae; és irritable i impacient però es comporta de manera afectuosa quan està amb ella. Okabe l'anomena "Mr. Braun", per la seva passió pels tubs de raigs catòdics Braun.
Nae Tennoji (天王寺綯, Tennouji Nae)
Veu: Ayano Yamamoto
Filla d'en Yugo, viu amb ell i es fa amiga de Mayuri i Suzuha, però li té por a Okabe. Té onze anys.

## Sistema de joc
La major part del joc consisteix a llegir diàlegs entre els personatges o els pensaments del protagonista, per la qual demana una mínima interacció del jugador amb el joc. Com és normal en el gènere, hi ha punts específics on l'usuari té capacitat de canviar el fil conductor del joc. Per a aquests punts de decisió, Steins;Gate ofereix a l'usuari al sistema phone trigger (フォーントリガー, fōn torigaa), similar al delusional trigger introduït en Chaos;Head. Quan Okabe rep una trucada telefònica, el jugador té la capacitat de decidir si contestar o no la trucada, i els missatges de text que rep contenen paraules concretes subratllades i ressaltades en blau, com un enllaç, mitjançant les quals el jugador pot seleccionar com respondre al missatge. Encara que la majoria d'aquestes trucades i missatges no han de ser contestats, hi ha certs moments on cal que el jugador actuï. Depenent de la resposta, es produirà un canvi a la història.

## Desenvolupament
Steins;Gate és el segon treball de col·laboració entre 5pb. i Nitroplus després de Chaos;Head. El joc es va crear amb el concepte de «99% ciència (realitat) i l'1 % de fantasia». La planificació de Steins;Gate va ser encapçalada per Chiyomaru Shikura de 5pb. Els personatges van ser dissenyats per Huke mentre que els gadgets van ser dissenyats per Sh@rp. Naotaka Hayashi de 5pb va escriure el guió amb l'ajuda de Vio Shimokura de Nitroplus. Tatsuya Matsuhara de 5pb va ser el productor i Tosō Pehara de Nitroplus va ser el director d'art. La música va ser composta per Takeshi Abo de 5pb i Toshimichi Isoe de Zizz Studio. Shikura, Hayashi, Matsuhara, Abo, i Isoe havien treballat abans en Chaos;Head.
Abans de l'anunci del joc, un teaser va ser presentat en el lloc web de 5pb que simplement es referia al joc com Project S;G i declarant que anava a ser una col·laboració entre 5pb I Nitroplus. Això no va ser la primera vegada que un segon projecte de col·laboració entre 5pb i Nitroplus va ser esmentat en el lloc web de Nitroplus, que havia insinuat això a la seva pàgina web en el seu 10è aniversari. Matsuhara, qui també va ser el productor de Chaos;Head, havia declarat anteriorment que el joc se centrava a Akihabara i que el projecte amb Nitroplus seria la segona part d'una sèrie de.«novelas de ciencia» (科学ノベル, Kagaku Noberu) El 12 de juny de 2009, el nom de Steins;Gate va ser revelat.
Matsuhara, que va ser el que va pensar originalment el concepte del sistema phone trigger, va dir que inicialment es volia incorporar el mateix telèfon mòbil del jugador en el sistema. No obstant això, la idea va ser abandonada a causa de la preocupació de xocar amb les lleis de privadesa del Japó. Quan se li va preguntar si el sistema phone trigger es podria utilitzar en una possible seqüela del joc, Hayashi va dir que esperava que aquest no fos el cas, i va recordar que va pensar aquest sistema en escriure el contingut dels missatges de text. Encara que Shitakura no va contribuir directament a l'escriptura, Hayashi va dir que Shitakura el va ajudar amb la història general i va prestar assistència en la segona meitat de la història. En particular, Shitakura va ajudar molt en els aspectes de viatge en el temps de la història. Hayashi va dir que encara que ell no desitjava repetir el mateix text una vegada i una altra, va ser inevitable a causa que el jugador ha de viatjar en el temps així que va tractar de posar èmfasi en el ritme general del desenvolupament de l'argument i com es va desenvolupar la trama. Pel que fa al tema del temps de viatge, Hayashi va dir que li va semblar un tema exagerat i va expressar la seva preocupació quan va escoltar per primera vegada la idea de Shikura.
Kana Hanazawa va afirmar que estava feliç d'haver estat seleccionada per participar en Steins;Gate ja que no era comú per poder exercir un paper en un joc seriós. També va pensar que el joc dona al jugador més d'una emoció, atreu més que una sensació de por i motiva al jugador a seguir llegint.

## Altres obres

### Manga
El 26 de setembre de 2009, es va començar a publicar una adaptació al manga per Sarachi Yomi a Monthly Comic Alive de Mitjana Factory el novembre de 2009. Tot i que el manga es va publicar abans de la novel·la visual, la història està inspirada en el joc.
S'han publicat dos mangues més sobre la mateixa història però des de diferents punts de vista. Steins;Gate: Bōkan no Rebellion, il·lustrat per Kenji Mizuta, va començar a publicar-se a Monthly Comic Blade de Mag Garden el febrer de 2010. El manga se centra amb Suzuha Amane, que explica els esdeveniments de la història des del seu punt de vista. El manga Steins;Gate: Onshu no Buraunian Mōshon (STEINS;GATE恩讐のブラウニアンモーション, Steins;Gate: Onshu no Buraunian Mōshon), il·lustrat per Takeshi Mizoguchi, pren el punt de vista de Tenoji Yugo.
Un llibre que conté informació i els dissenys de Steins;Gate va ser publicat per Enterbrain el 26 de febrer de 2010.

### Anime
El 25 de juliol de 2010, Chiyomaru Shikura va anunciar en el seu compte de Twitter que Steins;Gate s'adaptaria a anime. Més detalls sobre l'adaptació es van donar a conèixer el setembre de 2010 per Newtype i Comptiq. White Fox va produir l'adaptació, la qual es va emetre al Japó del 6 d'abril de 2011 al 14 de setembre del mateix any. L'adaptació va ser dirigida per Hiroshi Hamasaki i Takuya Sato, escrit per Jukki Hanada i compost per Takeshi Abo.
La sèrie d'anime va rebre una pel·lícula d'animació, Steins;Gate: l'àrea de càrrega del déjà-vu, que es va estrenar el 20 d'abril de 2013. El març de 2015 es va anunciar que l'anime també tindria un a seqüela i es trobava en producció, la qual va ser anomenada Steins;Gate 0. Es va emetre del dia 12 d'abril de 2018 al 27 de setembre del mateix any.
El desembre de 2023 tant l'anime original com la seqüela es van estrenar en català al canal SX3 en motiu del Manga Barcelona, en un canal Pop-Up exclusiu.

## Recepció
Steins;Gate es va col·locar en 13è lloc en vendes durant la seva primera setmana de llançament, amb 16 434 còpies venudes, 28è en la seva segona setmana amb 4253 còpies, i 26è en la seva tercera setmana amb 6095 còpies, un total de 26 782 exemplars. Steins;Gate va quedar en quart lloc en vendes totals de Xbox 360 en Amazon Japó l'any que comença l'1 de desembre de 2008 fins a 30 de novembre de 2009. Senji Ishii de Famitsu Xbox 360 va elogiar l'escenari pel seu detall i va assenyalar que els esdeveniments que van ser passats per alt com a insignificants més tard van arribar a influir en els esdeveniments del futur. A causa dels nombrosos esdeveniments diferents del joc, Ishii creu que va haver d'haver estat molt treball per escriure els escenaris. En el 2009, Famitsu va atorgar a Steins;Gate el premi a l'excel·lència anual. 4GAMER.NET va comentar que Steins;Gate és comparable a 428: Fūsa Sareta Shibuya de, i va considerar que és una joia que no s'ha vist en els últims anys. ITmedia Gamez va assenyalar que els jugadors han d'estar atents a tots els detalls en la història com els girs, els quals poden sorprendre el jugador de moltes maneres diferents.